# Torneo Apertura 2017 (Guatemala)
El Torneo Apertura 2017 fue el 37.º torneo corto del fútbol guatemalteco, dando inicio a la temporada 2017-18 de la Liga Nacional de Fútbol de Guatemala.

## Equipos

### Equipos participantes
| Club                                  | Ciudad              | Departamento   | Estadio                           | Capacidad | Televisora |
| ------------------------------------- | ------------------- | -------------- | --------------------------------- | --------- | ---------- |
| Antigua Guatemala FC                  | Antigua Guatemala   | Sacatepéquez   | Estadio Pensativo                 | 10.000    |            |
| Club Social y Deportivo Municipal     | Ciudad de Guatemala | Guatemala      | Estadio Manuel Felipe Carrera     | 10.000    | Albavisión |
| Club Social y Deportivo Suchitepéquez | Mazatenango         | Suchitepéquez  | Estadio Carlos Salazar Hijo       | 11.000    |            |
| Cobán Imperial                        | Cobán               | Alta Verapaz   | Estadio José Ángel Rossi          | 15.000    |            |
| Comunicaciones Fútbol Club            | Ciudad de Guatemala | Guatemala      | Estadio Doroteo Guamuch Flores    | 25.000    | Albavisión |
| Deportivo Guastatoya                  | Guastatoya          | El Progreso    | Estadio David Cordón Hichos       | 2.500     | Albavisión |
| Deportivo Malacateco                  | Malacatán           | San Marcos     | Estadio Santa Lucía               | 4.000     | Albavisión |
| Deportivo Marquense                   | San Marcos          | San Marcos     | Estadio Marquesa de la Ensenada   | 11.000    | Albavisión |
| Deportivo Petapa                      | San Miguel Petapa   | Guatemala      | Estadio Julio Armando Cobar       | 6.000     |            |
| Deportivo Sanarate F.C.               | Sanarate            | El Progreso    | Estadio Municipal de Sanarate     | 3.500     |            |
| Deportivo Siquinalá                   | Siquinalá           | Escuintla      | Estadio Municipal Mateo Sicay Paz | 2.500     |            |
| Xelajú Mario Camposeco                | Quetzaltenango      | Quetzaltenango | Estadio Mario Camposeco           | 15.000    |            |

### Equipos por departamento
| Departamento   | N.º | Equipos                           |
| -------------- | --- | --------------------------------- |
| Guatemala      | 3   | Comunicaciones, Municipal, Petapa |
| El Progreso    | 2   | Guastatoya, Sanarate              |
| San Marcos     | 2   | Malacateco, Marquense             |
| Alta Verapaz   | 1   | Cobán Imperial                    |
| Escuintla      | 1   | Siquinalá                         |
| Quetzaltenango | 1   | Xelajú                            |
| Sacatepéquez   | 1   | Antigua                           |
| Suchitepéquez  | 1   | Suchitepéquez                     |

### Ascensos y descensos
Un total de 12 equipos disputarán la liga. La disputarán los 10 primeros clasificados de la Liga Nacional de Fútbol de Guatemala, dos clasificados de la Primera División de Guatemala.
| Pos. | Descendidos de Liga Nacional de Fútbol de Guatemala 2016-17 |
| ---- | ----------------------------------------------------------- |
| 11°  | Deportivo Mictlán                                           |
| 12°  | Deportivo Carchá                                            |

| Pos. | Ascendidos de Primera División de Guatemala 2016-17 |
| ---- | --------------------------------------------------- |
| 1º   | Deportivo Siquinalá                                 |
| 2º   | Deportivo Sanarate                                  |

## Fase de clasificación
|  | Pos. | Equipos        | PJ | PG | PE | PP | GF | GC | Dif. | PTS | Clasificación        |
|  | ---- | -------------- | -- | -- | -- | -- | -- | -- | ---- | --- | -------------------- |
|  | 1º   | Antigua GFC    | 22 | 11 | 5  | 6  | 35 | 16 | +19  | 38  | Semifinales          |
|  | 2º   | Petapa         | 22 | 11 | 5  | 6  | 35 | 19 | +16  | 38  | Semifinales          |
|  | 3º   | Municipal      | 22 | 9  | 8  | 5  | 24 | 18 | +6   | 35  | Acceso a semifinales |
|  | 4º   | Xelajú MC      | 22 | 10 | 5  | 7  | 30 | 27 | +3   | 35  | Acceso a semifinales |
|  | 5º   | Cobán Imperial | 22 | 9  | 8  | 5  | 28 | 25 | +3   | 35  | Acceso a semifinales |
|  | 6º   | Guastatoya     | 22 | 9  | 7  | 6  | 33 | 21 | +12  | 34  | Acceso a semifinales |
|  | 7º   | Comunicaciones | 22 | 9  | 7  | 6  | 28 | 20 | +8   | 34  |                      |
|  | 8º   | Malacateco     | 22 | 7  | 5  | 10 | 29 | 29 | 0    | 26  |                      |
|  | 9°   | Sanarate       | 22 | 7  | 5  | 10 | 14 | 22 | -8   | 26  |                      |
|  | 10º  | Suchitepéquez  | 22 | 6  | 4  | 12 | 24 | 43 | -19  | 22  |                      |
|  | 11º  | Siquinalá      | 22 | 6  | 2  | 14 | 19 | 38 | -19  | 20  |                      |
|  | 12º  | Marquense      | 22 | 5  | 5  | 12 | 18 | 39 | -21  | 20  |                      |
|  |      |                |    |    |    |    |    |    |      |     |                      |

## Líderes individuales

### Trofeo Juan Carlos Plata
| N.º | Jugador               | Goles | Minutos Jugados | Equipo                                |
| --- | --------------------- | ----- | --------------- | ------------------------------------- |
|     | Janderson Pereira     | 14    | 1721            | Deportivo Petapa                      |
| 2   | Agustín Herrera Osuna | 10    | 1736            | Antigua Guatemala FC                  |
| 3   | Daniel Guzmán Miranda | 10    | 1908            | Club Social y Deportivo Suchitepéquez |

### Trofeo Josue Danny Ortiz
| N.º | Jugador         | Partidos | Goles | Promedio | Equipo                            |
| --- | --------------- | -------- | ----- | -------- | --------------------------------- |
|     | Adrián De Lemos | 19       | 12    | 0.63     | Antigua Guatemala FC              |
| 2   | Víctor Bolívar  | 22       | 19    | 0.86     | Deportivo Petapa                  |
| 3   | Nicholas Hagen  | 18       | 21    | 0.86     | Club Social y Deportivo Municipal |

## Fase Final
|  | Clasificación a Semifinales | Clasificación a Semifinales | Clasificación a Semifinales | Clasificación a Semifinales | Clasificación a Semifinales |  |  | Semifinales | Semifinales    | Semifinales | Semifinales | Semifinales |  |  | Final | Final       | Final | Final | Final |
|  |                             |                             |                             |                             |                             |  |  |             |                |             |             |             |  |  |       |             |       |       |       |
|  |                             |                             |                             |                             |                             |  |  | 1           | Antigua GFC    | 0           | 1           | 1           |  |  |       |             |       |       |       |
|  | 4                           | Xelajú MC                   | 1                           | 2                           | 3                           |  |  | 5           | Cobán Imperial | 1           | 0           | 1           |  |  |       |             |       |       |       |
|  | 5                           | Cobán Imperial (v)          | 1                           | 2                           | 3                           |  |  |             |                |             |             |             |  |  | 1     | Antigua GFC | 1     | 2     | 3     |
|  |                             |                             |                             |                             |                             |  |  |             |                |             |             |             |  |  | 3     | Municipal   | 1     | 1     | 2     |
|  |                             |                             |                             |                             |                             |  |  | 2           | Petapa         | 1           | 0           | 1           |  |  |       |             |       |       |       |
|  | 3                           | Municipal                   | 1                           | 2                           | 3                           |  |  | 3           | Municipal      | 2           | 3           | 5           |  |  |       |             |       |       |       |
|  | 6                           | Guastatoya                  | 1                           | 0                           | 1                           |  |  |             |                |             |             |             |  |  |       |             |       |       |       |

| Campeón - Apertura 2017 |
|                         |
| Antigua GFC 3° Título.  |